# Fokker D.III
Fokker D.III – niemiecki samolot myśliwski z okresu I wojny światowej, zaprojektowany w wytwórni Fokker Aeroplanbau w Schwerinie.

## Historia
Fokker D.III (oznaczenie fabryczne Fokker M19) stanowił rozwinięcie konstrukcji myśliwca Fokker D.II. Główną różnicę stanowił mocniejszy silnik rotacyjny Oberursel U.III w układzie podwójnej gwiazdy. Poza różnicami w osłonie silnika (dłuższej i charakteryzującej się dodatkowymi otworami wentylacyjnymi z przodu na obwodzie), wygląd samolotu pozostał bardzo podobny do poprzednika. Zrezygnowano poza tym z charakterystycznego wysuniętego do przodu podwozia głównego na rzecz bardziej klasycznego rozwiązania. Poza tym konstrukcja, zwłaszcza skrzydeł, została nieco wzmocniona
Zbudowano 159 samolotów tego typu (spotykane też są w publikacjach inne zbliżone liczby). 

## Użycie w lotnictwie
Fokker D.III wszedł do służby w lotnictwie niemieckim pod koniec 1916 roku, wchodząc w skład eskadr myśliwskich (Jasta). Jego osiągi nie uległy jednak znacznej poprawie w stosunku do Fokkera D.II, a zastosowany silnik był zawodny, więc typ ten został w jednostkach bojowych szybko zastąpiony przez lepsze myśliwce Halberstadt D.II i Albatros D.II i ich wersje. Niemniej, na Fokkerach D.III latało przez krótki okres i odnosiło zwycięstwa wielu znanych lotników, jak Ernst Udet i Oswald Boelcke, latał na nim także Manfred von Richthofen. 
W 1917 roku pozostałe myśliwce skierowano do szkolenia, a 10 sztuk sprzedano w październiku 1917 roku Holandii, gdzie służyły do 1921 roku.

## Opis konstrukcji
Samolot Fokker D.III był jednomiejscowym samolotem myśliwskim, dwupłatem o konstrukcji mieszanej, przeważnie drewnianej. Kadłub stanowiła kratownica spawana z rur stalowych, usztywnianych drutami, obciągnięta płótnem, o pionowych bokach i klinowato schodzących się w stronę ogona płaszczyznach górnej i dolnej (jak w poprzednikach: D.II i E.I–IV). Skrzydła dwudźwigarowe, bez wzniosu, o równej rozpiętości i kształcie trapezowym. Komora płatów z dwoma parami rozpórek po każdej ze stron, usztywniona drutami, górny płat nieco wysunięty do przodu. Skrzydła bez lotek, ze skręcanymi elastycznymi końcówkami. Usterzenie płytowe, bez stateczników – ster kierunku w kształcie przecinka, stery wysokości o kształcie trapezowym (podobne, jak w poprzednich myśliwcach Fokkera). Podwozie klasyczne – stałe, z niedzieloną osią i płozą ogonową.
Napęd – 1 14-cylindrowy silnik rotacyjny Oberursel U.III, o mocy 160 KM (120 kW), w podkowiastej osłonie, otwartej od dołu. Śmigło dwułopatowe, drewniane.
Uzbrojenie:
- 1 lub 2 zsynchronizowane karabiny maszynowe lMG 08 kal. 7,92 mm[4] – stały, w górnej części kadłuba.